# Baterie de vehicul electric
Bateria de tracțiune (de vehicul electric) este formată dintr-un pachet de celule electrochimice, reîncărcabile (acumulator), care stochează energia electrică, destinată propulsării vehiculelor electrice cum ar fi automobile, scutere, biciclete și stivuitoare electrice. Bateriile de vehicul electric (de tracțiune) sunt diferite de cele uzuale pentru iluminat și pornire ale autovehiculelor prin aceea că dezvoltă o putere mai ridicată pe durate relativ lungi. În comparație cu bateriile de pornire, ele pot permite o descărcare a energiei de până la 80 % fără a suferi stricăciuni funcționale.
Bateriile autovehiculelor electrice vândute în SUA au o garanție de cel puțin 8 ani sau 100.000 de mile.